# Guichiquero
Guichiquero är en ort i Mexiko.   Den ligger i kommunen Santa María Jalapa del Marqués och delstaten Oaxaca, i den sydöstra delen av landet, 500 km sydost om huvudstaden Mexico City. Guichiquero ligger 160 meter över havet och antalet invånare är 126.
Terrängen runt Guichiquero är kuperad åt nordost, men åt sydväst är den platt. Runt Guichiquero är det ganska glesbefolkat, med 30 invånare per kvadratkilometer.  I omgivningarna runt Guichiquero växer i huvudsak lövfällande lövskog.